# Broeder Adolf
Broeder Adolf (Erpe, 22 september 1869 – Groot-Bijgaarden, 18 mei 1950) was een broeder van de Christelijke Scholen.  Hij heette in de wereld Franciscus Van der Schueren. Hij speelde een belangrijke sociale rol na de Eerste Wereldoorlog in de Belgische stad Roeselare waarbij hij zich onder meer onderscheidde door zijn zorg voor de soldatengraven.

## Biografie
Op het einde van de Eerste Wereldoorlog was Broeder Adolf actief aan de Broederschool Heilig Hart in de Leenstraat te Roeselare. Deze school werd bediend door de Broeders van de Christelijke Scholen. Deze school is de voorloper van de latere Broederschool die in 1924 in de Mandellaan geopend werd. Het oorspronkelijke schoolgebouw uit 1913 maakt nu deel uit het Vrij Technisch Instituut. Voordien was broeder Adolf al actief geweest in onder meer Kortrijk, Boom, Gent en Laken. Hij kwam in 1916 naar de school in Roeselare.
Op het einde van Eerste Wereldoorlog zette broeder Adolf zich in voor de graven van de gesneuvelde militairen, zowel de geallieerde als de Duitse. In het bijzonder maakte hij werk van de identificatie van de Franse soldaten die in veldgraven werden begraven. Hij trok de stad en regio rond en noteerde overal de ligging van de veldgraven en de gegevens die een identificatie van de gesneuvelde mogelijk moesten maken. Hij ijverde ervoor om de verspreide veldgraven na de oorlog te vervangen door een gecentraliseerde begraafplaats waar alle militairen een waardig graf kregen. Hij werd al snel een contactpersoon voor de vele Franse families die het lichaam van hun gesneuvelde familielid zochten. Zo kwam hij onder meer in nauw contact met de familie van de Franse soldaat Ferdinand le Hétet die bij de inval van de Duitsers een heldendood stierf in de stad. Broeder Adolf ontwikkelde ook de traditie van grafpeters en -meters. Dit waren burgers die zich ertoe verbonden om bepaalde soldatengraven te onderhouden. De grafmeters hadden als bijkomende taak om te treuren over de gesneuvelde man bij gebrek aan familie die aan het graf kon treuren. Hij werd voor zijn inspanningen gehuldigd door de stad Roeselare en het Franse 152ste Infanterieregiment dat de stad in 1918 bevrijd had.
In 1923 werd hij door zijn oversten overgeplaatst naar het klooster in Gent. Vanaf dan zou hij vooral als surveillant of ziekenverzorger functioneren in verschillende scholen van de orde, onder meer in Gent, Brussel en Groot-Bijgaarden. Sedert 1940 was hij op rust in het ziekenhuis van Groot-Bijgaarden waar hij in 1950 overleed en in de kloosterbegraafplaats begraven werd.
In 2008 werd een straat in Roeselare naar hem de 'Broeder Adolfstraat' genoemd. De straat ligt in de omgeving van de 'Pater Damiaanstraat' en 'Pater Pirestraat'.